# Gerald Veasley
Gerald Veasley est un bassiste de jazz américain né le 28 juillet 1955 à Philadelphie, en Pennsylvanie (États-Unis).
Veasley a grandi à Philadelphie, où son enfance a été marquée par le gospel et le R&B. Adolescent, il a joué dans plusieurs groupes de R&B de l'ouest de Philadelphie à la fin des années 1960 et dans les années 1970. Entre-temps, il a découvert le jazz et a rapidement développé la même passion pour Weather Report et Return to Forever que pour Earth, Wind & Fire et Smokey Robinson. Veasley cite comme ses principaux inspirateurs les bassistes Jaco Pastorius, Anthony Jackson et Stanley Clarke mais aussi les contrebassistes Oscar Pettiford et Paul Chambers. De 1988 à 1995, il a collaboré avec Joe Zawinul en tant que sideman et a commencé à sortir ses propres disques en 1992. Il a également travaillé en tant que musicien de studio. Ses disques sont tantôt marqués par des grooves funky énergiques, à l'instar de On the Fast Track, tantôt par des sonorités plus "smooth" et soul, comme sur Love Letters. Son album, Your Move, de 2008, a atteint la 12e place du classement jazz contemporain du Billboard.
Veasley a également été DJ sur la radio smooth jazz de Philadelphie, WJJZ.

## Discographie
- Look Ahead (Heads Up International, 1992)
- Signs (Heads Up, 1994)
- Soul Control (Heads Up, 1997)
- Love Letters (Heads Up, 1999)
- On the Fast Track (Heads Up, 2001)
- Velvet (Heads Up, 2003)
- At the Jazz Base! [Live] (Heads Up, 2005)
- Your Move (Heads Up, 2008)
- Electric Mingus Project (Heads Up, 2011)